# 加利西亚人民联盟
加利西亚人民联盟（缩写为UPG）是西班牙加利西亚的一个共产主义政党。该党成立于1963年11月。该党的意识形态是共产主义、马克思列宁主义、加利西亚民族主义。该党的政治立场是左翼。该党的秘书长是Néstor Rego。该党的总部位于圣地亚哥-德孔波斯特拉。该党是政党联盟加利西亚民族主义集团中的主导力量。